# Booster draft
Booster draft es un formato del juego de cartas Magic: the gathering incluido dentro de la categoría de limitado o sellado, es decir, aquel en el que se juega únicamente con una cantidad limitada de cartas que aparecen en los sobres utilizados para el desarrollo del evento.

## Selección de cartas
Se juega en una mesa con 8 jugadores que comienzan cada uno con 3 sobres (boosters) que pueden ser la de misma expansión o de diferentes expansiones del mismo bloque. Cada jugador abre uno de sus sobres (todos de la misma expansión) y escoge una carta para añadir a su mazo y, a continuación, pasa las 14 cartas restantes de su sobre al jugador situado a su derecha, recibiendo del jugador situado a la izquierda otras 14 cartas. De entre las 14 cartas en mano se escogerá otra carta, pasando las 13 restantes de nuevo a la derecha y recibiendo otras 13 totalmente nuevas del jugador situado a la izquierda. Una vez hecho esto, se repite el proceso hasta que se acaben las cartas de cada sobre.
Para el segundo sobre se vuelve a hacer todo exactamente igual a excepción de que las cartas se pasarán a la izquierda (en lugar de a la derecha) recibiéndose las cartas del jugador de la derecha.
El tercer sobre es totalmente igual que el primero, es decir, las cartas se pasan hacia la derecha nuevamente.

## Construcción del mazo de juego
Una vez se ha terminado el proceso de selección de las cartas de los sobres llega la hora de construir el mazo. Se podrán utilizar las cartas seleccionadas y cualquier número de tierras básicas.
En este formato el mínimo de cartas es de 40 (en lugar de las 60 habituales), siendo lo más habitual incluir unas 17-18 tierras y unos 22-23 hechizos, de los cuales aproximadamente 2/3 han de ser criaturas (forma habitual de ganar en este formato, incluyendo alguna criatura grande). El resto de las cartas elegidas de los sobres pasarán a formar parte del banquillo del jugador, pudiendo ser utilizadas en cualquiera de las segundas o terceras rondas de cada enfrentamiento.
Con el mazo construido se suele jugar un torneo en formato suizo de 5 rondas que permite establecer el ganador en cada mesa.